# برادي سكوت
برادي سكوت (بالإنجليزية: Brady Scott)‏ هو لاعب كرة قدم أمريكي في مركز حراسة المرمى، ولد في 30 يونيو 1999 في بيتالوما في الولايات المتحدة. شارك مع منتخب الولايات المتحدة تحت 20 سنة لكرة القدم. أما مع النوادي، فقد لعب مع نادي كولن 2 ‏.

## وصلات خارجية
- برادي سكوت على موقع الدوري الأمريكي (الإنجليزية)
- برادي سكوت على موقع قاعدة بيانات كرة القدم.إي يو (الإنجليزية)
- برادي سكوت على موقع Soccerway.com (الإنجليزية)
- برادي سكوت على موقع عالم كرة القدم.نت (الإنجليزية)